# Хијат
Хијат или зев је гласовна појава двају узастопних самогласника који чине посебне слогове. Јављају се у многим језицима света. У српском језику се уочава, на пример, у речима: радио, кауч, Београд, Лео, Миа, Теа итд. Зев је фонетски занимљив утолико што су такви самогласнички низови подложни променама које би требало избегавати. То се обично постиже премошћавањем зева уметањем консонантског сегмента, као на пример полусамогласника ј/и//, између двају самогласника. У случају уметнутих самогласника, полусамогласник преузима улогу почетка другог слога. У српском језику зев се премошћује у нестандарадним облицима или у дечијем говору у примерима попут радијо, кајуч, Теја, Мија и слично. Епентеза представља процес уметања спољних консонаната унутар речи. Један је од видова разбијања вокалних група, односно хијата. Хијат се укида уметањем ј (прија, стрија, граја), развијањем в (дува, кува, бува), код самогласничких група ио, уо, оо заменом о (чуо, видео, замро, радио). Решава се и гласовним законом – прелажењем, претварањем, једног гласа у други – једначење по звучности, једначење по месту творбе, једначењем по начину творбе (уметнути, примити, примати) – избацивање (непостојано а, непостојано е).

## У књижевности
Синицеза (сједињење) је уклањање хијата у једној речи једносложним изговором двају вокала у један. Јавља се у осмерцу старије књижевности: 
А у висоцијех гора врхе /најприје огњени тријс удари (И. Гундулић, Осман). 
У стиховима Мажуранића: 
Чије је ово злаћано оружје – то је оружје аге Ченгијића, 
Уместо на очекиваној елизији (чије је... то је...), песнички се темељи на синицези. Све ово уз напомену да треба разликовати синицезу од синерезе, где при једносложном изговору фонетска својства дугога и краткога вокала остају непромењена.